# Олеиновая кислота
Олеиновая кислота (цис-9-октадеценовая кислота) СН3(СН2)7СН=СН(СН2)7СООН — мононенасыщенная жирная кислота. Относится к группе омега-9 ненасыщенных жирных кислот.

## Физические свойства
Маслянистая жидкость, легче воды, без запаха, без цвета, нерастворима в воде, но растворяется в органических растворителях.

## Химические свойства
Окисляется в жёстких условиях перманганатом калия с расщеплением двойной связи, образуя смесь азелаиновой и пеларгоновой кислот, в мягких условиях при окислении перманганатом образуется смесь стереоизомерных диоксистеариновых кислот. При действии озона олеиновая кислота образует озонид, гидролизующийся с образованием пеларгонового альдегида и полуальдегид азелаиновой кислоты. Гидрируется до стеариновой кислоты.
Соли щелочных металлов олеиновой кислоты хорошо растворимы в воде и используются в текстильной промышленности (олеиновое мыло). Свинцовая соль олеиновой кислоты, в отличие от свинцовых солей насыщенных жирных кислот, растворима в эфире, на этом различии в растворимости основан метод выделения олеиновой кислоты из смеси кислот, получающихся омылением природных жиров.
Двойная связь в олеиновой кислоте имеет цис–конфигурацию, изомеризация в транс–изомер — элаидиновую кислоту — протекает под действием различных катализаторов (диоксид азота, алифатические нитрилы). Изомеризация олеиновой кислоты под действием азотистой кислоты в более высокоплавкую (температура плавления +44 °C) элаидиновую кислоту (элаидиновая проба) применяется для определения типа растительных масел: смесь кислот, полученная из невысыхающих масел, содержащих преимущественно эфиры олеиновой кислоты, под действием кислого раствора нитрита натрия при комнатной температуре застывает в плотную массу, смесь кислот, полученная при омылении невысыхающих масел, содержащих значительные количества полиненасыщенных кислот (линолевой и линоленовой) в условиях элаидиновой пробы остаётся жидкой.

## Нахождение в природе
Содержится во многих животных жирах в виде сложных эфиров — глицеридов:
- говяжьем жире (41—42 %),
- свином жире (37—44 %),
- тресковом жире (30 %),

а также содержится во многих растительных маслах:
- масло сасанквы (85—89 %)
- масло лесного ореха (70—84 %)
- масло камелии (80 %)
- масло бурити (Mauritia flexuosa syn. Mauritia vinifera) (79 %)
- масло папайи (79 %)
- масло марулы (70—78 %)
- масло моринги (71 %)
- миндальное масло (64—82 %)
- оливковое масло (55,0—83,0 %)
- масло асаи (60 %)
- масло орехов кешью (60 %)
- масло авокадо (59—75 %)
- масло абрикосовых косточек (58—74 %)
- арахисовое масло (66 %)
- масло персиковых косточек (55—75 %)
- фисташковое масло (51—54 %)
- масло орехов макадамии (50—67 %)
- масло мякоти пекуи (54 %)
- масло андиробы (Carapa guianensis) (50,5 %)
- масло дерева ним (50 %)
- масло путерии (50 %)
- аргановое масло (48 %)
- масло косточек пекуи (46 %)
- овсяное масло (46 %)
- масло калодендрума капского (Calodendrum capense) (45 %)
- масло понгамии (44,5—71 %)
- масло орехов пекан (43—51 %)
- масло купуасу (44 %)
- масло манго (43 %)
- масло авелланского ореха (42 %)
- масло ши (40—45 %)
- подсолнечное масло (14,0—39,4 %, высокоолеиновое 61,0—69,8 %)
- горчичное масло (22—30 %)
- масло бразильского ореха (38 %)
- масло дерева сал (37—43 %)
- кунжутное масло (37—42 %)
- тыквенное масло (35—47 %)
- пальмовое масло (35—45 %)
- масло какао (34—36 %)
- масло расторопши (30 %)
- кукурузное масло (24—42 %)
- масло кокум (Garcinia indica) (30—42 %)
- масло орехов иллипа (Shorea stenoptera) (32—38 %)
- рисовое масло (32—38 %)[1][неавторитетный источник].

## Применение
Олеиновую кислоту и её эфиры применяют как пластификаторы для получения лакокрасочных материалов. Применяется в мыловарении, олеиновая кислота и её соли широко применяется в качестве эмульгаторов, в частности, в составе СОЖ при обработке металлов резанием, хонинговании, протягивании, развёртывании отверстий и прочих видах механической обработки. Также используется в качестве стабилизатора магнитных жидкостей на основе углеводородных носителей ферромагнитных частиц.
В производстве замасливающих средств (для химических волокон), флотореагентов, синтетического каучука, пеногасителей, смачивателя для крашения дисперсными красителями, пластификаторов. Входит в состав косметических средств. Входит в состав олеина.

## Соли олеиновой кислоты
Олеат кобальта(II)
Олеат кальция
Олеат марганца
Олеат меди(II)
Олеат никеля(II)
Олеат олова(II)
Олеат ртути(II)

## Исследователи
- Альбицкий, Алексей Андреевич «О некоторых превращениях олеиновой и других близких к ней кислот», Казань, 1898;